# ウッドサイドパークスタッド
ウッドサイドパークスタッドは、オーストラリアビクトリア州にある競走馬の生産及び種牡馬の繋養を行う牧場。

## 現在の繋養種牡馬
- Delaware
- Vancouver
- Fox Wedge
- Rich Enuff
- Shalaa
- ベンバトル

## 過去の繋養種牡馬
- トーセンスターダム（2019年～2022年）